# Серро-Сієнага-Гранде
Се́рро-Сіє́нага-Гра́нде (ісп. Cerro Ciénaga Grande — «гора велике болото») — гора в Андах в аргентинській провінції Сальта.
| Аргентина | Це незавершена стаття з географії Аргентини. Ви можете допомогти проєкту, виправивши або дописавши її. |